# بليتش (الموسم 3)
مجتمع الأرواح: الإنقاذ (尸魂界 救出篇 سورو سوسايتي كيوشوتسو هِن) هو الموسم الثالث من أنمي بليتش، ويحتوي على 22 حلقة. قام بإخراج الموسم نوريوكي أبيه وأنتجه تلفاز طوكيو و‌دنستو و‌إستديو بيرو. الموسم مقتبس من مانغا بنفس الاسم للمؤلف تايت كوبو. يحكي الموسم عن مغامرات إيتشيغو كوروساكي وأصدقائه لإنقاذ روكيا كوتشيكي من الإعدام. أُذيع الموسم في اليابان ابتداءً من 26 يوليو 2005 وحتى 10 يناير 2006. أصدرت أنيبلكس 5 تجميعات دي في دي، كل تجميعة تحتوي 4 حلقات من الموسم ابتداءً من 21 ديسمبر 2005 وحتى 26 أبريل 2006.
يحتوي الموسم على 4 شارات موسيقية: شارتا بداية وشارتا نهاية. شارة البداية لأول 10 حلقات هي «دي-تكنولايف» (D-tecnoLife) من أداء أوفرورلد؛ بقية الحلقات تستخدم "زهرة وحيدة" (一輪の花 إتشيرين نو هانا) من أداء هاي آند مايتي كلر. شارتا النهاية هما «أشخاص سعداء» (HappyPeople) من أداء سكوب أون سمبادي، واِستُخدِمت من الحلقة 42 وحتى 52، والثانية هي أغنية يويه «حياة» (Life)، والتي اِستُخدِمت لبقية الحلقات.

## قائمة الحلقات
| الرقم | عنوان الحلقة                                                                            | فصول المانغا | تاريخ العرض الأصلي |
| ----- | --------------------------------------------------------------------------------------- | ------------ | ------------------ |
| 42    | «يورويتشي، إلهة الوميض، ترقص!» (瞬神夜一、舞う！)                                       | 118-120      | 26 يوليو 2005      |
| 43    | «الشينيغامي الحقير» (卑劣な死神)                                                        | 120-123      | 2 أغسطس 2005       |
| 44    | «قوة إيشيدا النهائية!» (石田、極限の力！)                                               | 124-126      | 9 أغسطس 2005       |
| 45    | «تخطي الحدود!» (限界を越えろ！)                                                         | 127-129      | 16 أغسطس 2005      |
| 46    | «تسجيلات أصلية! مدرسة الشينيغامي» (実録！死神の学校)                                    | -17          | 23 أغسطس 2005      |
| 47    | «المنتقمون» (仇討つ者たち)                                                              | 129-131      | 30 أغسطس 2005      |
| 48    | «زئير هيتسوغايا!» (日番谷、吼える！)                                                    | 131-133      | 6 سبتمبر 2005      |
| 49    | «كابوس روكيا» (ルキアの悪夢)                                                            | 133-136      | 13 سبتمبر 2005     |
| 50    | «الأسد اليقظ» (よみがえる獅子)                                                          | أوماكي       | 20 سبتمبر 2005     |
| 51    | «صباح العقوبة» (処刑の朝)                                                               | 137-139      | 27 سبتمبر 2005     |
| 52    | «رينجي، يمين الروح! قتال مميت ضد بياكويا» (恋次、魂の誓い！白哉との死闘)                | 140-144      | 4 أكتوبر 2005      |
| 53    | «إغراء غين إيتشيمارو، قرار الدمار» (市丸ギンの誘惑、崩された覚悟)                       | 144-148      | 4 أكتوبر 2005      |
| 54    | «يمين منجز! أعد روكيا!» (果たされる誓い！ルキア奪還なるか！)                            | 149-152      | 18 أكتوبر 2005     |
| 55    | «الشينيغامي الأقوى! المواجهة النهائية بين المعلم والتلميذ» (最強の死神！究極の師弟対決) | 153-156      | 25 أكتوبر 2005     |
| 56    | «معركة فوق صوتية! قرار إلهة الشهامة» (超速の戦い！武の女神、決す)                       | 157-159      | 1 نوفمبر 2005      |
| 57    | «ألف زهرة كرز، مسحوقة! توجه زانغيتسو نحو السماء» (千本桜、粉砕！天を衝く斬月)           | 159-161      | 8 نوفمبر 2005      |
| 58    | «فض الختم! النصل الأسود، القوة الخارقة» (開放！黒き刃、奇跡の力)                        | 161-163      | 15 نوفمبر 2005     |
| 59    | «اختتام المباراة المميتة! فخر أبيض ورغبة سوداء» (死闘決着！白き誇りと黒き想い)          | 164-167      | 22 نوفمبر 2005     |
| 60    | «حقيقة اليأس، الخنجر الملَّوح» (絶望の真実、振り下ろされた凶刃)                           | 168-171      | 6 ديسمبر 2005      |
| 61    | «بروز آيزن! طموحه المخيف» (藍染、立つ！恐るべき野望)                                    | 172-175      | 13 ديسمبر 2005     |
| 62    | «الاجتماع معًا! مجموعة الشينيغامي الأقوى» (集結せよ！最強の死神集団)                     | 176-179      | 20 ديسمبر 2005     |
| 63    | «قرار روكيا، مشاعر إيتشيغو» (ルキアの決意、一護の想い)                                  | 180-183      | 10 يناير 2006      |

## إصدارات منزلية
| المجلد | تاريخ الإصدار  | الحلقات | مرجع   |
| ------ | -------------- | ------- | ------ |
| 1      | 21 ديسمبر 2005 | 42–45   | [ 4 ]  |
| 2      | 25 يناير 2006  | 46–49   | [ 8 ]  |
| 3      | 22 فبراير 2006 | 50–53   | [ 9 ]  |
| 4      | 29 مارس 2006   | 54–58   | [ 10 ] |
| 5      | 26 أبريل 2006  | 59–63   | [ 5 ]  |